# Cantone di Roybon
Il Cantone di Roybon era una divisione amministrativa dell'arrondissement di Grenoble.
A seguito della riforma approvata con decreto del 18 febbraio 2014, che ha avuto attuazione dopo le elezioni dipartimentali del 2015, è stato soppresso.

## Composizione
Comprendeva i comuni di:
- Beaufort
- Châtenay
- Lentiol
- Marcilloles
- Marcollin
- Marnans
- Montfalcon
- Roybon
- Saint-Clair-sur-Galaure
- Thodure
- Viriville